# Neural udvikling
 For alternative betydninger, se neural udvikling hos mennesker. (Se også artikler, som begynder med neural udvikling hos mennesker)
Neural udvikling refererer til processer der genererer, skaber og genskaber nervesystemet hos dyr, fra de tidligste stadier af embryogenese til voksenlivet. Fagområdet neural udvikling trækker både på neurovidenskab og udviklingsbiologi for at beskrive og give oplysninger om de cellulære og molekylære mekanismer fra hvilke komplekse nervesystemer udvikler sig, fra nematode og drosophila melanogaster til pattedyr. Defekter i neural udvikling kan føre til malformationer og en bred vifte af sensoriske, motoriske og kognitive svækkelser, herunder holoprosencefali og andre neurologiske sygdomme såsom Rett syndrom, Downs syndrom og intellektuel handicap.